# Nowomieszczerowo
Nowomieszczerowo (ros. Новомещерово) – wieś (dieriewnia) w Rosji, w Baszkortostanie, w rejonie mieczetlińskim. W 2010 liczyła 526 mieszkańców.